# Palácio Heian

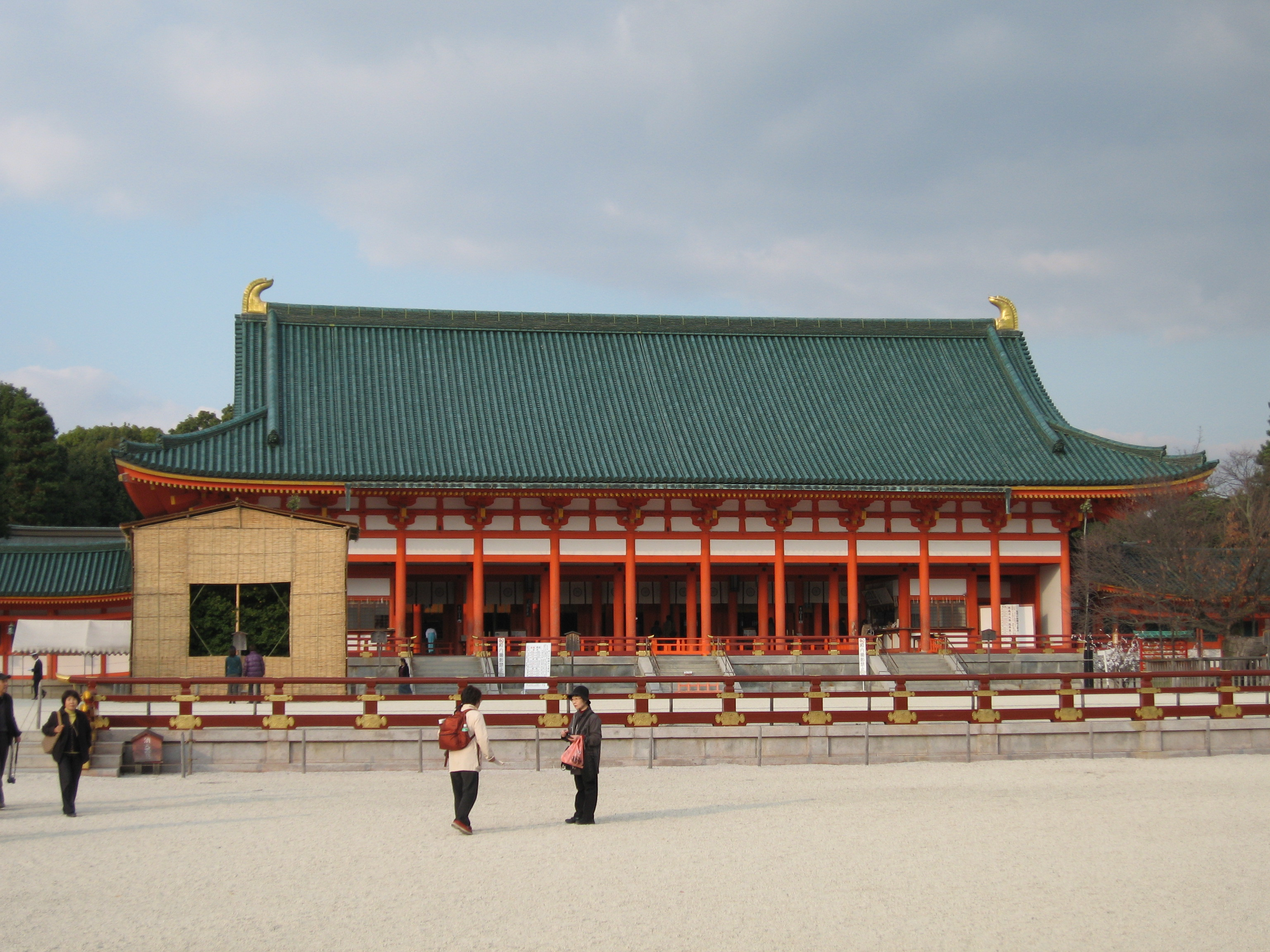
Reconstrução moderna do Palácio Heian Daigokuden em Heian Jingū, Quioto

O Palácio Heian (平安宮, Heian-kyū) é o palácio imperial original de Heian-kyō (hoje em dia, Quioto), a capital do Japão de 794 a 1868. O palácio, que serviu como residência imperial e centro administrativo do Japão durante e após o Período Heian (de 794 a 1185), localizou-se no centro-norte da cidade, de acordo com os modelos chineses usados no projecto de capitais.
O palácio era rodeado por uma grande muralha de forma rectangular que continha muitos dos edifícios cerimoniais e administrativos incluindo os ministérios governamentais. Dentro dos seus muros encontrava-se outro complexo residencial (o "Palácio Interno"), onde residia o imperador. Além da morada do Imperador, o palácio interno continha as residências das consortes, e estruturas cerimoniais e oficiais mais próximas da figura do imperador.
O intuito original do palácio era o de manifestar a centralização do modelo governamental adoptado pelo Japão a partir da China no século VII e providenciar um lugar apropriado para a residência do Imperador e para que pudesse ocupar-se de vários problemas de estado e cerimónias. Embora a função residencial do palácio tenha continuado até ao século XII, as instalações para cerimónias religiosas foram caindo em desuso no século IX devido ao abandono das práticas de cerimónias regulamentares e à mudança de muitas destas para lugares de menor escala no Palácio Interno.
O Palácio foi completamente destruído pelo fogo e outros factores, e sobre a superfície onde existia construiu-se outro novo. Do antigo, quase não resta nada, pelo que a arquitectura da reconstrução do mesmo se baseou em fontes literárias, diagramas e pinturas da época, e em escavações realizadas desde finais da década de 1970.

## Localização

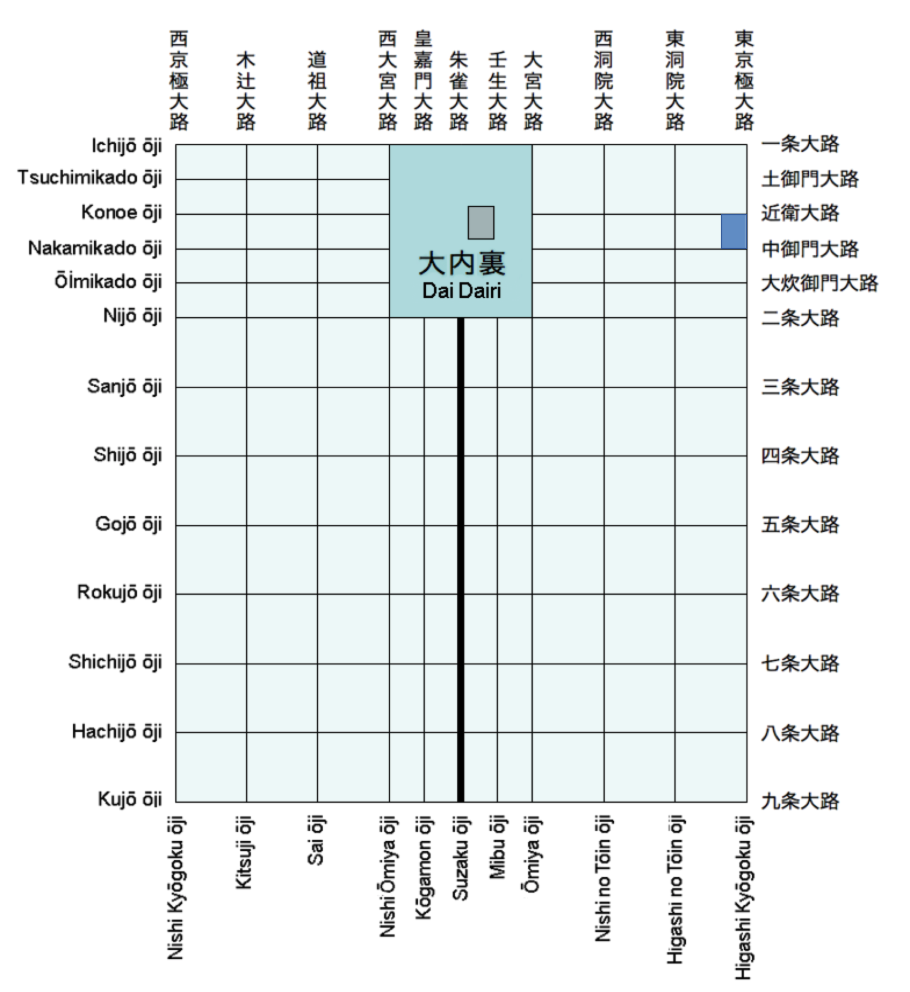
Mapa esquemático de Heian-kyō onde se mostra a localização do palácio e também a do palácio temporal Tsuchimikado que se converteu no actual Palácio Imperial de Quioto

O palácio encontra-se situado no centro norte de Heian-kyō, seguindo o modelo chinês adoptado pelas duas anteriores capitais Heijō-kyō (hoje Nara) e Nagaoka-kyō. O extremo sudeste do Grande Palácio encontrava-se no que hoje é o centro do Castelo Nijō. A entrada principal era a porta Suzakumon (35° 00′ 49″ N, 135° 44′ 32″ L), a qual formava o final da grande Avenida Suzaku que corria através do centro da cidade, com o seu início na porta Rashōmon. O palácio era virado exactamente a sul, presidindo o plano simétrico de Heian-kyō. Além da porta Suzakumon, tinha mais 13 entradas localizadas simetricamente nos muros circundantes. Uma avenida central (大路, ōji) comunicava com cada uma das portas, excepto com as três que se encontravam na zona norte do palácio, as quais coincidiam com a fronteira norte da própria cidade.

## Grande Palácio (Daidairi)
O Grande Palácio está rodeado por uma área rectangular amurada que se estende de norte a sul por cerca de 1,4 km. As três principais estruturas dentro do Grande Palácio são o Recinto oficial (Chōdō-in), a Sala de recepções (Buraku-in), e o Palácio interior.
Chōdō-in era uma sala rectangular fechada, situada directamente para norte da porta de Suzakumon no centro da ala sul da muralha do Grande Palácio. Foi desenhada com base nos modelos chineses e segundo vários estilos arquitectónicos chineses. Testemunhos arqueológicos das primeiras capitais mostram como este complexo de edifícios é um dos primeiros em todo o Japão e um notável exemplar do design arquitectónico do século VII.
O edifício principal dentro do Chōdō-in é o Daigokuden ou Grande Auditório, caracterizado pelas suas paredes brancas e pilares escarlate e telhados verdes. É uma sala de medidas avultadas que compreende uma área desde a ala sul à ala norte do complexo e era utilizada para as mais ilustres e importantes funções ou cerimónias de estado japonesas. A parte sul do Chōdō-in divide-se em doze salas, onde era tratada toda a burocracia que conduzia a essas cerimónias. O Heian Jingū, um santuário em Quioto, inclui uma reconstrução aparentemente fiel do Daigokuden, numa escala um tanto mais pequena que a original.

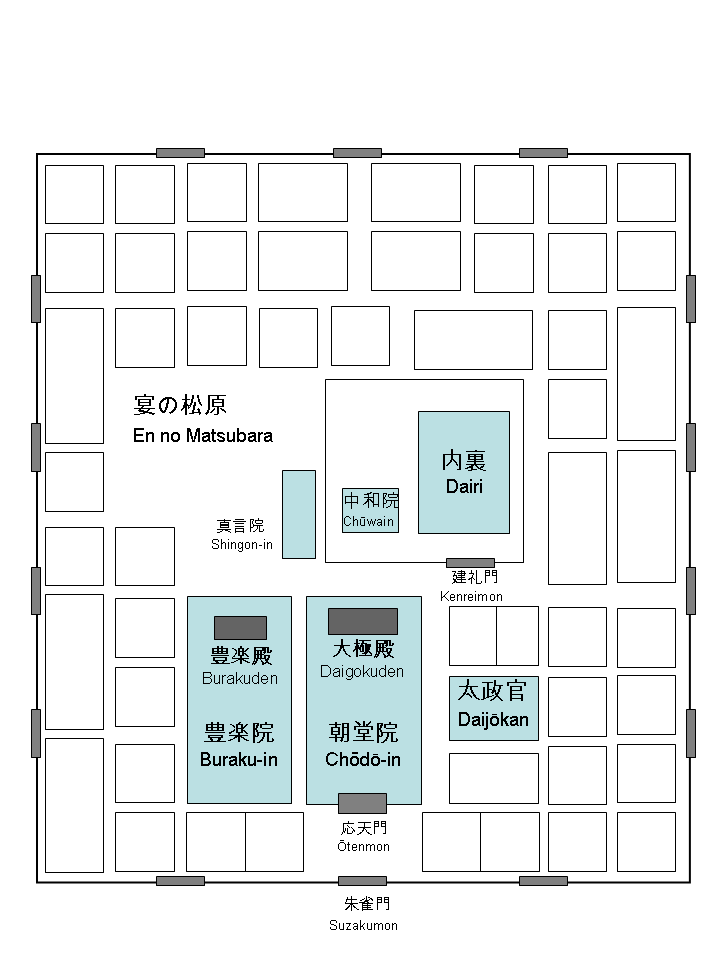
Planta esquemática do Grande Palácio.

Era no Chōdō-in que se realizavam as Audiências de Auditoria, onde, supostamente, o Imperador do Japão presidia a várias reuniões matinais com os seus subordinados para deliberar sobre determinados assuntos maiores do estado e tratar da burocracia. Mensalmente ali recebia vários oficiais do exército que lhe levavam os relatórios das forças de guerra do país, e, anualmente, ali recebia também as felicitações do Ano Novo dos embaixadores estrangeiros. Não obstante, a prática das deliberações matinais cessou seguidamente a 810, substituídas por encontros mensais. As felicitações do Ano Novo passaram a ser recebidas noutro local. No século X as Audiências de Auditoria deixaram de realizar-se e o certame cerimonial budista foi o único que resistiu ao avanço dos tempos, permanecendo no Chōdō-in.
O Buraku-in é outro compartimento rectangular em estilo chinês, situado para oeste do Chōdō-in. Foi construído a pensar nas grandes celebrações e banquetes e usado também para outros tipos de entretenimento. O Burakuden era um compartimento usado pelo imperador e pelos cortesãos que presidiriam às actividades do Buraku-in. Este também sentiu o contínuo e gradual desuso por parte da corte.
Depois do Palácio interior, a restante área do Grande Palácio foi ocupada por ministérios, escritórios menores, ateliers e armazéns e o grande espaço aberto do En no Matsubara, a este de Dairi. Os edifícios do Daijōkan situavam-se imediatamente a este do Chōdō-in, derrubando a típica simetria dos edifícios abertos para um pátio. O palácio albergou ainda o Shingon-in, além dos Tō-ji e Sai-ji, os únicos estabelecimentos budistas permitidos na capital.

## Palácio interno (Dairi)

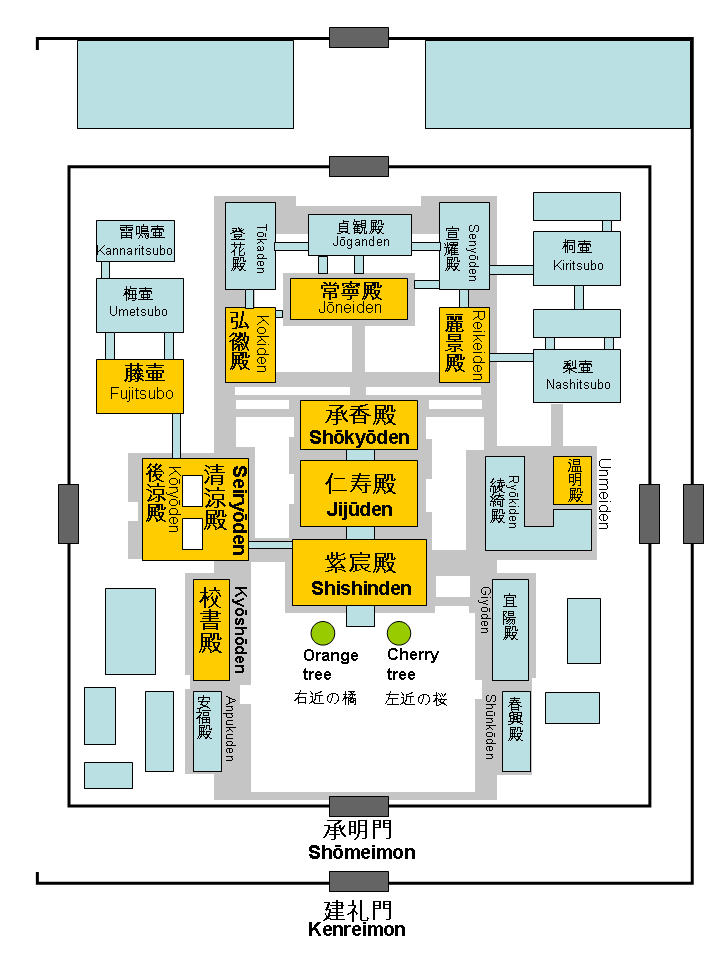
Planta do Palácio Interno

O Palácio Interno ou Dairi localizava-se a nordeste do Chōdō-in. Abrigava o Salão do Trono, os alojamentos do imperador e os pavilhões das consortes e princesas imperiais.
O Dairi era protegido por várias muralhas. Adicionalmente, as muralhas exteriores do Dairi abrigavam os escritórios, os armazéns e o Chūwain, associado às funções religiosas do imperador, situado a oeste do Dairi, no centro geográfico do Grande Palácio. A principal porta do grande complexo era a Porta Kenreimon, localizada na muralha sul.
O recinto residencial do imperador, no Dairi, era encerrado dentro de outro conjunto de muralhas a este do Chūwain. Mediam aproximadamente 215 m de norte a sul e 170 m de este a oeste. A porta principal era a Shōmeimon no centro da muralha sul do Dairi, imediatamente a norte da porta Kenreimon. Em contraste com o solene estilo arquitectónico chinês do Chōdō-in e do Buraku-in, o Dairi foi construído num estilo mais intimista e acolhedor, típico da arquitectura japonesa. O Palácio Interno representou uma variante do estilo shinden em arquitectura, usado nas villas aristocráticas e casas ricas desse período. Os edifícios, com superfícies por pintar e placas de madeira de cipreste talhada no telhado, construídos e elevados sobre grandes plataformas de madeira, conectavam-se uns com os outros através de passagens elevadas. Entre os edifícios e as passagens existiam relvados e pequenos jardins.
O mais extenso edifício do Dairi era a Sala do Trono ou Shishinden, um edifício reservado para funções oficiais. Era de planta rectangular, medindo aproximadamente 30 m de comprimento e 25 m de largura, e situava-se ao longo do eixo norte-sul do Dairi, virado para um pátio rectangular. Uma laranjeira e uma cerejeira foram colocadas simetricamente de cada lado das escadas do edifício. O pátio é flanqueado dos dois lados por pequenos muros que conectam com o Shishinden, criando a mesma configuração dos edifícios - influenciados pelos exemplos chineses - que fundaram o aristocrático estilo shinden, nas villas e casas abastadas daquele período.

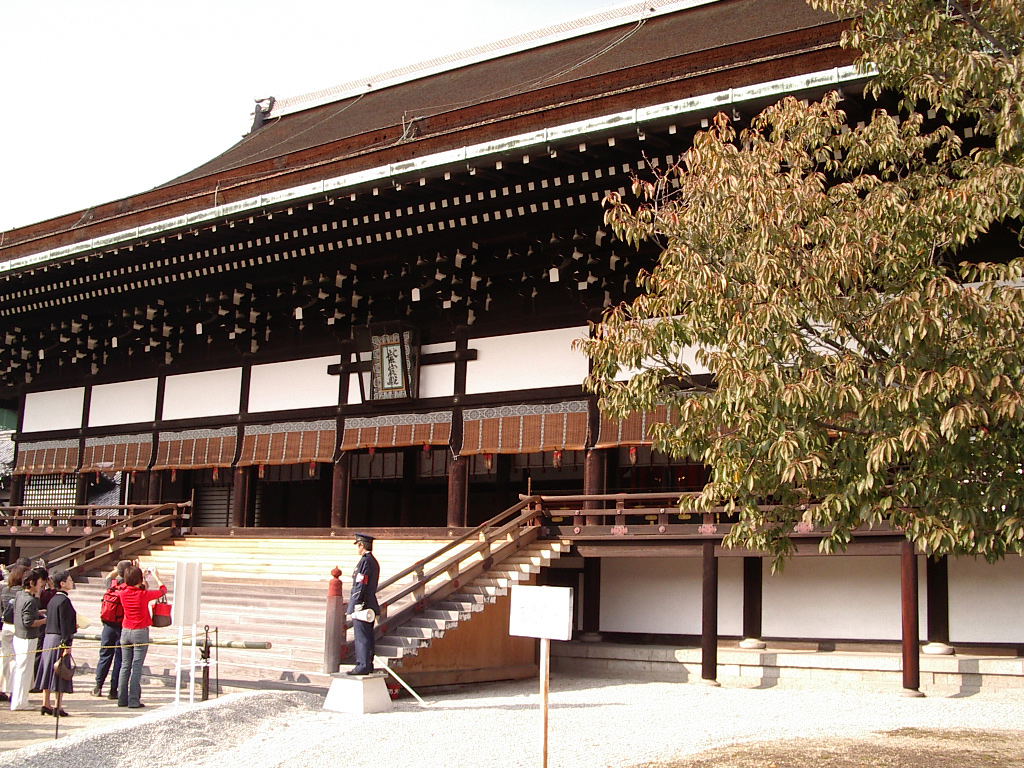
O Shishinden no actual Palácio Imperial de Quioto, construído de acordo com os modelos do período Heian.

O Shishinden foi usado para funções oficiais e cerimónias, para além do Daigakuden no complexo do Chōdō-in. Foi construído e usado como um edifício para as cerimónias mais formais, algo que nos relata o seu estilo mais formal, como negociações governamentais com a presença do imperador, assim utilizado até ao início do século IX. Conectado com o edifício situava-se a secretaria pessoal do imperador, Kurōdodokoro. Este escritório, que coordena os trabalhos dos órgãos governamentais, foi construído dentro do Kyōshōden, o átrio a sudoeste do Shishinden.
A norte do Shishinden situa-se o Jijūden, um átrio similar, um pouco mais pequeno que o anterior, onde se mantinham os alojamentos pessoais do imperador. Não obstante, no início do século IX, os imperadores optaram por residir noutro edifício, no Dairi. Um terceiro pequeno átrio, o Shōkyōden, ficava localizado seguindo os eixos principais do Dairi. Após a reconstrução do Dairi em 960, a residência regular dos imperadores transladou-se para o pequeno Seiryōden, um edifício situado imediatamente a noroeste do Shishinden. Gradualmente, o Seiryōden começou a ser usado cada vez mais, sofrendo várias intervenções e um grande investimento da parte do imperadores. A principal área do edifício era a Sala dos cortesãos, onde se reuniam as mais altas personalidades da corte japonesa.
A imperatriz, assim como as cortesãs do imperador, eram também abrigadas no Dairi, ocupando os edifícios na ala norte do complexo. O mais prestigiado edifício era ocupado pela imperatriz, desenhado sob originais linhas de estilo chinês. As cortesãs não-oficiais ocupavam a parte norte do edifício, menos luxuosa e menos prestigiada.
Hoje em dia, o Palácio Imperial de Quioto, localizado no extremo-norte de Heian-kyō, é uma reprodução viva do período Heian, em particular o Shishinden e o Seiryōden.

## História

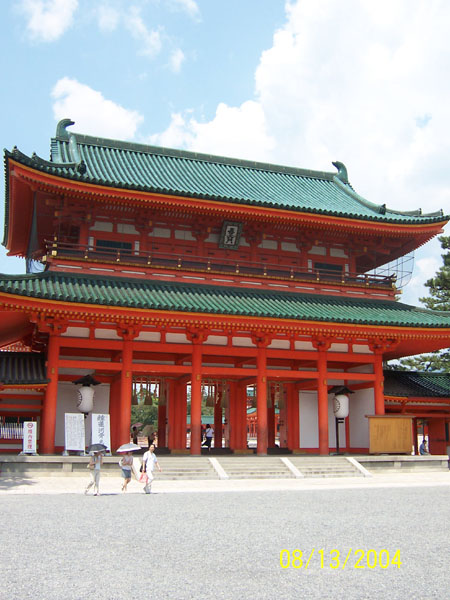
Portão principal (Heian-jingu).

O Palácio foi a primeira e mais importante construção a ser feita na nova capital de Heian-kyō, para onde a corte se mudou em 794 seguindo a imposição do Imperador Kanmu. O Palácio não estava ainda completamente pronto, pois o Daigokuden só se completaria no ano seguinte, e o órgão responsável pela respectiva construção só seria extinto em 805.
Os complexos em estilo chinês magnificente de Chōdō-in e Buraku-in começaram a cair em desuso bastante cedo, quando comparados com o declínio dos processos administrativos e burocráticos ao estilo chinês (os ritsuryō), gradualmente abandonados ou reduzidos. O centro de gravidade do complexo do palácio foi movido para o Palácio Interior ou Dairi, e o Shishinden e mais tarde o Seiryōden tomaram o lugar do Daigokuden como os locais em que os assuntos governativos eram tratados.
Paralelamente à concentração de actividades no Dairi, o Grande Palácio começou a ser visto como inseguro, especialmente de noite. Uma razão para tal pode ser a superstição vigente na época: de facto, os edifícios inabitados eram evitados por receio de espíritos e fantasmas, e mesmo o grande Buraku-in era tido por assombrado. O nível de segurança mantido no palácio decresceu, e no início do século XI, apenas um portão do palácio, o Yōmeimon na muralha oriental, parece ter sido guardado. O roubo e mesmo o crime violento tornaram-se problemas no interior do palácio nessa época.
Os incêndios eram outro problema constante no complexo palaciano, construído quase totalmente em madeira. O Daigokuden foi reconstruído depois de incêndios em 876, 1068 e 1156, mesmo tendo uso limitado. Todavia, depois do grande fogo de 1177, que destruiu grande parte do Grande Palácio, o Daigokuden nunca foi reconstruído. O Buraku-in foi também destruído por um incêndio em 1063, e nunca reconstruído.
Em 960, também o Dairi foi destruído pelo fogo, mas foi sistematicamente reconstruído e usado como residência imperial oficial até ao final do século XII. Durante períodos de reconstrução entre os incêndios, os imperadores ficavam frequentemente nos seus sato-dairi (里内裏) - palácios secundários - na cidade. Era frequente que esses palácios fossem cedidos aos imperadores pela poderosa família Fujiwara, que, em especial no final do período Heian, exercia o controlo político de facto através de consortes de sucessivos imperadores. Assim as residências dos avós dos imperadores começaram a usurpar o papel residencial do palácio mesmo antes do final do período Heian. A instituição da regra pelos ex-imperadores e o sistema insei (院政, insei) de 1086 contribuíram para o declínio do palácio pois os ex-imperadores exerciam o poder a partir dos seus próprios palácios residenciais dentro e fora da cidade.
Depois do incêndio em 1177, o complexo palaciano original foi abandonado e os imperadores passaram a residir em palácios mais pequenos (os antigos sato-dairi) na cidade ou perto dela. Em 1227 outro incêndio destrói, por fim, o que restara do Dairi, e o antigo Grande Palácio entrou em total desuso. Em 1334 o Imperador Go-Daigo publicou em édito para reconstrução do Grande Palácio, mas não foram reunidos recursos suficientes para tal, e o projecto terminou. O actual Palácio Imperial de Quioto situa-se imediatamente a oeste do local da Mansão Tsuchimikado (土御門殿, tsuchimikadodono), a grande residência Fujiwara no nordeste da cidade.

## Primeiras fontes
Embora o palácio tenha sido completamente destruído, uma significativa quantidade de informação sobre ele tem sido obtida a partir de fontes contemporâneas. O Palácio Heian figura como paisagem de fundo em muitos textos literários do período Heian, tanto de ficção como não-ficcionais. Estes textos fornecem importantes informações sobre o próprio palácio, cerimónias da corte e funções aí desempenhadas, bem como rotinas diárias dos cortesãos que lá viviam ou trabalhavam. Exemplos notáveis incluem o Conto de Genji de Murasaki Shikibu, o chamado Livro de Cabeceira de Sei Shōnagon e a crónica Eiga Monogatari. Adicionalmente, pinturas em rolos de imagens emakimono mostram cenas - algumas fictícias - que tiveram lugar no palácio. O Genji Monogatari Emakimono, que data de cerca de 1130, é talvez o exemplo mais conhecido. Finalmente, há ainda mapas contemporâneos do palácio dos séculos X e XII que mostram a distribuição e funções dos edifícios no Dairi.
Para além das provas literárias, escavações arqueológicas feitas desde o fim da década de 1970 revelaram mais dados sobre o palácio. Em particular, a existência e localização de edifícios como o complexo Buraku-in foi verificada em fontes documentais contemporâneas.